# ウラジミールとローザ
『ウラジミールとローザ』（仏語Vladimir et Rosa）は、ジャン＝リュック・ゴダール、ジャン＝ピエール・ゴランら「ジガ・ヴェルトフ集団」の共同監督による1970年のフランス・西ドイツ合作映画である。

## 概要
1968年にゴダールがD・A・ペネベイカーと共同監督した『ワン・アメリカン・ムービー』（1968年 - 1972年）の撮影で出逢った、ヴェトナム反戦の戦闘的活動家トム・ヘイデンが、同年8月にアメリカ・イリノイ州シカゴで起こした「シカゴ・セヴン」事件にインスパイアされたゴダールが、同作の撮影から帰国してから約1年後に撮った映画である。
シカゴ・セヴン事件の模擬裁判や、被告たちの日常生活を芝居で見せ、またほかのシークェンスでは、同事件に連座したブラックパンサー党とシカゴ市当局やアメリカ連邦当局との関係に触れている。また、ゴダール、ゴランら「ジガ・ヴェルトフ集団」の内部での総括と展望についての議論も見せる。徹底的に反米的な作品となっている。
ゴダールとゴランはそれぞれ、「ウラジミール・レーニン」（レーニンの筆名のひとつ）、「カール・ローザ」（カール・マルクス＋ローザ・ルクセンブルク）と名乗り道化を演じる。革命派学生イヴを演じるイヴ・アフォンソは当時26歳で、ゴダール監督の『男性・女性』（1966年）でデビュー、以来『メイド・イン・USA』（1966年）、『ウイークエンド』（1967年）に出演、その後も俳優活動をつづけ、2005年にはジガ・ヴェルトフ集団の初期に参加していたジャン＝アンリ・ロジェの最新作『Code 68』にも出演している。天気予報ガールでヒッピーのジュリエットを演じたジュリエット・ベルトは当時23歳で、ゴダール監督の『彼女について私が知っている二、三の事柄』（1967年）でデビュー、以来『中国女』（1967年）、『ウイークエンド』、『たのしい知識』（1967年 - 1969年）と立て続けに出演。『中国女』に主演し、1967年7月22日に20歳でゴダールと結婚したアンヌ・ヴィアゼムスキーは、戦闘的女性運動家アンヌを演じる。1961年、ゴダール監督の『女は女である』でデビューしたエルネスト・メンジェルは、『はなればなれに』（1964年）、『メイド・イン・USA』、『ウイークエンド』とゴダール作品に出演し、その後は、ジュリエット・ベルトとジャン＝アンリ・ロジェの共同監督作『雪』（1981年）にも出演しているが、本作では「ユリウス・ヒムラー判事」というユリウス・カエサルとナチス親衛隊の全国指導者ハインリヒ・ヒムラーを足したような名の判事を演じた。クロード・ネジャールは、デイヴ・デリンジャー、すなわちシカゴ・セヴンに連座した非暴力平和主義者のデイヴィッド・デリンジャー（David Dellinger）その人を演じているが、本業はルネ・アリオ監督の『La Vieille dame indigne』（1965年）やフィリップ・ガレル監督の『現像液 Le Révélateur』（1968年）を手がけた映画プロデューサーである。
日本での商業公開は2012年のオーディトリウム渋谷での上映が初めだが、2003年には東京日仏学院でホール上映されている。

## 作品データ
カラー作品（16 mm） / 上映時間 106分 / 上映サイズ1:1.37（スタンダード・サイズ）

## スタッフ
- 監督　ジガ・ヴェルトフ集団（ジャン＝リュック・ゴダール、ジャン＝ピエール・ゴラン）
- 脚本　ジガ・ヴェルトフ集団
- 撮影　ジガ・ヴェルトフ集団
- 編集　ジガ・ヴェルトフ集団
- 製作会社　テレプール（ミュンヘン）[3]

## キャスト
- ジャン＝リュック・ゴダール（ウラジミール・レーニン）
- ジャン＝ピエール・ゴラン（カール・ローザ）
- イヴ・アフォンソ（イヴ、革命派学生）
- ジュリエット・ベルト（ジュリエット、天気予報ガール/ヒッピー）
- アンヌ・ヴィアゼムスキー（アン、戦闘的女性運動家）
- エルネスト・メンジェル（ユリウス・ヒムラー判事）
- クロード・ネジャール（デイヴ・デリンジャー）

## 註
1. ↑  なお西部劇に登場する小型拳銃デリンジャーはつづりが違う（Derringer）。
2. ↑  ジャン＝リュック・ゴダール+ジガ・ヴェルトフ集団 WEEK
3. ↑  Allmovie GuideのVladimir et Rosaのページには製作会社として「Evergreen Films」の名が挙がっているが、詳細不明のため割愛した。